# Graignes-Mesnil-Angot
Graignes-Mesnil-Angot är en kommun i departementet Manche i regionen Normandie i norra Frankrike. Kommunen ligger i kantonen Saint-Jean-de-Daye som tillhör arrondissementet Saint-Lô. År 2022 hade Graignes-Mesnil-Angot 800 invånare.

## Befolkningsutveckling
Antalet invånare i kommunen Graignes-Mesnil-Angot
| Referens: INSEE |